# Kork
Kork er et materiale som kommer fra kork-egens bark. Kork er gennem mange år blevet brugt til flaskepropper, især i vinflasker. Materialet kork bruges stadig til vinflasker, selv om korkpropperne har fået konkurrenter i skruelåg og plastpropper. Kork benyttes bl.a. også til gulvbelægning, redningsveste og emballage. Portugal producerer omkring halvdelen af verdens kork.